# Andriy Dikan
Andriy Oleksándrovich Dikan (Járkov, Unión Soviética, 16 de julio de 1977) es un exfutbolista ucraniano que se desempeñaba como guardameta. En 2000 obtuvo también la ciudadanía rusa.

## Clubes
| Club                       | País    | Año         |
| -------------------------- | ------- | ----------- |
| Avanhard Rovenki           | Ucrania | 1995 - 1998 |
| FC Shajtar Makívka         | Ucrania | 1999        |
| FC SKA Energiya-Khabarovsk | Rusia   | 1999 - 2004 |
| FC Kuban Krasnodar         | Rusia   | 2004 - 2008 |
| FC Tavriya Simferopol      | Rusia   | 2008        |
| FC Terek Grozny            | Rusia   | 2009 - 2010 |
| FC Spartak Moscú           | Rusia   | 2010 - 2014 |
| FC Krasnodar               | Rusia   | 2014 - 2016 |